# Lunca de Jos
Lunca de Jos es una comuna ubicada en el distrito de Harghita, Rumania.

## Superficie
Cuenta con una superficie de 138,8 kilómetros cuadrados.

## Demografía
Hasta 2021 la población era de 5093 habitantes, con una densidad de población de 36,70 habitantes por kilómetro cuadrado.